# Freestyle Releasing
Freestyle Releasing, LLC – amerykański niezależny dystrybutor filmowy, założony w 2004 roku przez Susanę Jackson, Marka Borde’a i Mike’a Dobana. W przeciwieństwie do większości dystrybutorów, Freestyle Releasing nie wyłożył żadnych druków ani pieniędzy na reklamę swoich wydawnictw.
Freestyle podpisał umowę dystrybucyjną z Jeffem Clanaganem dotyczącą Code Black, linii afroamerykańskich filmów.

## Historia
Freestyle Releasing został założony w 2004 roku. W styczniu 2006 roku Jackson założyła wytwórnię DVD, Freestyle Home Entertainment jako dodatek do dodatkowej swobody w zawieraniu umów. Firma zarezerwowała filmy takie jak m.in. Oby do wiosny i Uznajcie mnie za winnego dla Yari Film Group w 2006 roku. Jackson i Borde w 2010 roku utworzyli Freestyle Digital Media, agregator filmów dla rynku wideo na żądanie.
W maju 2011 roku Doban odszedł, by zostać dyrektorem operacyjnym w Sycamore Entertainment Group, firmie finansującej druki filmowe i reklamy (P&A). Jackson zmarła w październiku 2014. W październiku 2015 roku firma Byrona Allena, Entertainment Studios przejęła Freestyle za nieujawnioną kwotę „podobno zapieczętowana za wysokie osiem cyfr”.

## Jednostki
- Freestyle Digital Media, założony w 2010 roku, agregator filmów dla rynku wideo na żądanie z umową o produkcji z Netflix[1].
- Turtle's Crossing, niezależne przedsiębiorstwo zajmujące się sprzedażą producentów[1], założone przez Jackson w 1999 roku i reprezentujące producentów w sprzedaży ich filmów[4].

## Wybrane filmy
- Trois (2000)
- Kropka nad i (2003)
- Żona dla dwóch (2003)
- Wir (2003)
- Tommy Riley (2004)
- Modigliani, pasja tworzenia (2004)
- Hair Show (2004)
- Jazda na kuli (2004)
- Demon: Historia prawdziwa (2005)
- On the One (2005)
- Iluzjonista (2006)
- Ways of the Flesh (2006)
- D-War: Wojna smoków (2007)
- Wino na medal (2008)
- The Haunting of Molly Hartley (2008)
- The Collector (2009)
- Zawsze tylko ty (2009)
- Ja i Orson Welles (2009)
- N-Secure (2010)
- Dziadek do orzechów (2010)
- Crooked Arrows (2012)
- The Oogieloves in the Big Balloon Adventure (2012)
- Bóg nie umarł (2014)
- Czasy ostateczne: Pozostawieni (2014)
- Woodlawn (2015)
- Danger One (2018)
- Supervized (2019)